# Opération Orator
Opérations navales dans l'Arctique durant la Seconde Guerre mondiale
Batailles
Bataille de l'Atlantique (1939-1945) : Convois de l'Arctique
L'opération Orator était le nom de code de la défense du convoi PQ 18 par des unités des forces aériennes britanniques et australiennes basées temporairement dans le nord-ouest de la Russie, contre les attaques du cuirassé allemand Tirpitz et d'autres navires de surface de la Kriegsmarine. La Search & Strike Force, était commandée par le capitaine de groupe Frank Hopps (en) et son élément de frappe maritime était la Leuchars Wings (No. 18 Group RAF (en)), comprenant le 144e Escadron (en) de la Royal Air Force (RAF) et le 455e Escadron (en) du Royal Australian Air Force (RAAF) équipé de bombardiers torpilleurs Handley Page Hampden.

## Préparation
Les équipages des bombardiers ont effectué un long et dangereux vol à partir de bases en Écosse (du 4 au 5 septembre) et se sont rassemblés à l'aérodrome de Vayenga-1, près de Severomorsk, à 40 km au nord de Mourmansk. Les deux escadrons ont perdu neuf avions abattus ou écrasés en transit, mais le reste a rejoint un détachement d'hydravions Catalina du 210e Escadron (en) et une section de Supermarine Spitfire de reconnaissance photographique de la 1re de reconnaissance photographique pour constituer la Search & Strike Force (S&SF).
À 07 h 30 le 14 septembre, 23 Hampden ont été mis en alerte, après que le Tirpitz ait été signalé absent de ses amarres. Les bombardiers ont volé à la distance maximale que le Tirpitz aurait pu atteindre puis ont tourné pour suivre la piste de retour sur Altafjord. Après un vol sans incident, les Hampden sont revenus à 15 heures de ce qui s'est avéré être une fausse alerte ; le Tirpitz ayant déménagé dans un fjord voisin. Le S&SF est resté prêt et les Spitfire ont veillé sur le Tirpitz jusqu'en octobre.

## Convoi PQ 18
La force de surface allemande à Narvik avait été alertée lorsque le PQ 18 a été aperçu pour la première fois et le 10 septembre a navigué vers le nord jusqu'à Altafjord en passant près des sous-marins britanniques HMS Tribune et HMS Tigris. Le Tigris a fait une attaque de torpille avortée sur l'Admiral Scheer et l'a signalé à tort comme Tirpitz. Peu de temps après minuit le 10/11 septembre, l'Amirauté a fourni des messages Enigma au commandant d'escorte britannique que l'Admiral Hipper devait arriver à Altafjord à 03 h 00 du matin et dans l'après-midi a rapporté que le Tirpitz était toujours à Narvik. Le 13 septembre, Enigma a montré que les navires d'Altafjord étaient arrivés à un préavis d'une heure à 16 h 50, qui a été transmis au commandant d'escorte du convoi à 23 h 25. Enigma a montré que le Tirpitz était toujours à Narvik le 14 septembre et le 16 septembre, une source suédoise a rapporté que seuls l'Admiral Hipper, l'Admiral Scheer et le Koln opéreraient contre le PQ 18. L'opération Doppelschlag avait déjà été annulé le 13 septembre. Hitler, peu disposé à risquer la perte de l'un de ses navires capitaux lors d'une opération offensive, avait refusé d'autoriser une sortie.
L'Admiral Scheer et ses escorteurs sont restés loin au nord du PQ 18 alors que le convoi contournait le Cap Nord. L'opération d'escorte des quarante cargos alliés du convoi comprenait un nombre exceptionnellement élevé de navires de la marine, dont l'Avenger, le premier porte-avions d'escorte à accompagner un convoi arctique. Des informations détaillées sur les intentions allemandes ont été fournies par les briseurs de code alliés, par le biais de décryptages de signaux Ultra et d'écoutes sur les communications sans fil de la Luftwaffe. Du 12 au 21 septembre, le PQ 18 est attaqué par des bombardiers-torpilleurs, des sous-marins et des mines, qui coulent treize navires au coût de quarante-quatre avions et quatre sous-marins. Les navires d'escorte et l'Avenger ont pu utiliser les renseignements électromagnétiques de l'Amirauté pour fournir un avertissement précoce de certaines attaques aériennes et pour tenter de dériver le convoi autour de concentrations de sous-marins. Le convoi a remis ses escortes lointaines et l'Avenger au convoi QP 14 à destination du retour près d'Archangelsk le 16 septembre et a continué avec l'escorte rapprochée et les escortes locales, en montant une tempête dans l'estuaire nord de la Dvina et les dernières attaques de la Luftwaffe, avant d'atteindre Archangelsk le 21 septembre.

## Conséquence
L'opération Orator a été un succès, malgré les pertes de 9 Hampden et 2 Spitfire. Mais cette opération avait dissuadé les Allemands de risquer leurs navires capitaux contre le convoi PQ 18 et après la mise en service des forces aériennes soviétiques (VVS) les Hampden et Spitfire et le personnel au sol sont retournés en Grande-Bretagne.

### Articles externes
- Opération Orator - Site Codenames.info